# Вощинины
Вощинины (Вашинины) — древний русский дворянский род, восходящий к XVII веку.
Род внесён в VI часть дворянской родословной книги Курской, Орловской и Черниговской и во II часть родословной книги Подольской губернии.

## История рода
Родоначальник Вощининых — Михаил Данилович Вощинин, владевший населёнными поместьями в Путивльском уезде Белгородской губернии (1628). Внук его, Василий Григорьевич Вощинин, за отличие в русско-литовскую войну пожалован вотчиной в том же уезде (1680). Вощинин Гаврила воевода в Короче (1671-1672), Белополье (1677-1678), пожаловано жалование за сеунч (1673). Семён Вощинин ратный голова (1633). Григорий, Иван и Фёдор Кирилловичи путивльские помещики (1683).
Шестеро представителей рода владели населёнными имениями (1699).

## Описание герба
Щит разделен перпендикулярно надвое, в правом серебряном поле находится дерево ель, а в левом голубом поле крестообразно изображены золотые секира и шпага, а над ними шестиугольная звезда.
На щите дворянский коронованный шлем. Нашлемник: три страусовых пера. Намёт на щите золотой и голубой, подложенный голубым и серебром. Герб дворянского рода Вощининых был записан в Часть IX Общего гербовника дворянских родов Всероссийской империи, страница 68.